# Loi sur l'Australie de 1986
Lire en ligne

Site officiel

Lire en ligne

Site officiel

La Loi sur l'Australie de 1986 (en anglais Australia Act 1986) est une loi adoptée en 1986 simultanément par les parlements australien et britannique, qui abolit les derniers liens juridiques entre les deux pays.

## Compléments